# James Badge Dale
James Badge Dale (Beverly Hills, Califórnia, 1 de maio de 1978) é um ator norte americano. Ele é conhecido por interpretar Chase Edmunds em 24 horas, Robert Leckie em The Pacific, State Trooper Barrigan em The Departed de Martin Scorsese, Luke Lewenden em The Grey, Eric Savin em Iron Man 3 e Tyrone S. "Rone" Woods em 13 Hours.

## Biografia
Filho único de Anita Morris (atriz) e Grover Dale (ator e bailarino), frequentou o Manhattanville College em Purchase, Nova York. Gosta de jogar hóquei. Teve grande destaque quando atuou na minissérie The Pacific, interpretando Robert Leckie.

## Filmografia

### Filme
- 2017 - Only the Brave -  Jesse Steed
- 2016 - Spectral - Clyne
- 2016 - 13 Horas: Os Soldados Secretos de Benghazi - Tyrone 'Rone' Woods
- 2014 - Miss Meadows - Sheriff
- 2013 - World War Z- Capitão Speke
- 2013 - Homem de Ferro 3 -  Eric Savin/Coldblood7
- 2013 - O Cavaleiro Solitário - Dan Reid
- 2013 - JFK, a História Não Contada - Robert Oswald
- 2012 - The Grey - Lewenden
- 2009 - NoNAMES - Kevin
- 2006 - Os Infiltrados - Tenente Barrigan
- 2005 - The Naked Brothers Band: The Movie - Romantic Newlywed (TV)
- 2004 - Cross Bronx - Rob-O
- 2003 - Nola - Ben
- 1990 - Lord of the Flies - Simon

### TV
- 2010 - The Pacific
- 2007 - The Black Donnellys 6 ep. (TV)
- 2007 - Fort Pit (TV)
- 2005 - CSI: Nova Iorque 1 ep. (TV)
- 2005 - CSI: Miami 1 ep. (TV)
- 2005 - CSI 1 ep. (TV)
- 2004 - Rescue Me 3 ep. (TV)
- 2004 - 24 Horas 24 ep. - (3º Temporada) (TV)
- 2003 - Hack 1 ep. (TV)
- 2002 - Lei e Ordem 1 ep. (TV)